# Ломње
Ломње (слч. Lomné) насељено је мјесто са административним статусом сеоске општине (слч. obec) у округу Стропков, у Прешовском крају, Словачка Република.

## Становништво
| Година:    | 1994. | 2004.    | 2014.   | 2024.   |
| ---------- | ----- | -------- | ------- | ------- |
| Број људи: | 318   | 277      | 253     | 233     |
| Разлика:   |       | -12,89 % | -8,66 % | -7,90 % |

| Година:    | 2023. | 2024.   |
| ---------- | ----- | ------- |
| Број људи: | 224   | 233     |
| Разлика:   |       | +4,01 % |

Према подацима о броју становника из 2024. године насеље је имало 233 становника.